# Heinz Dompnig

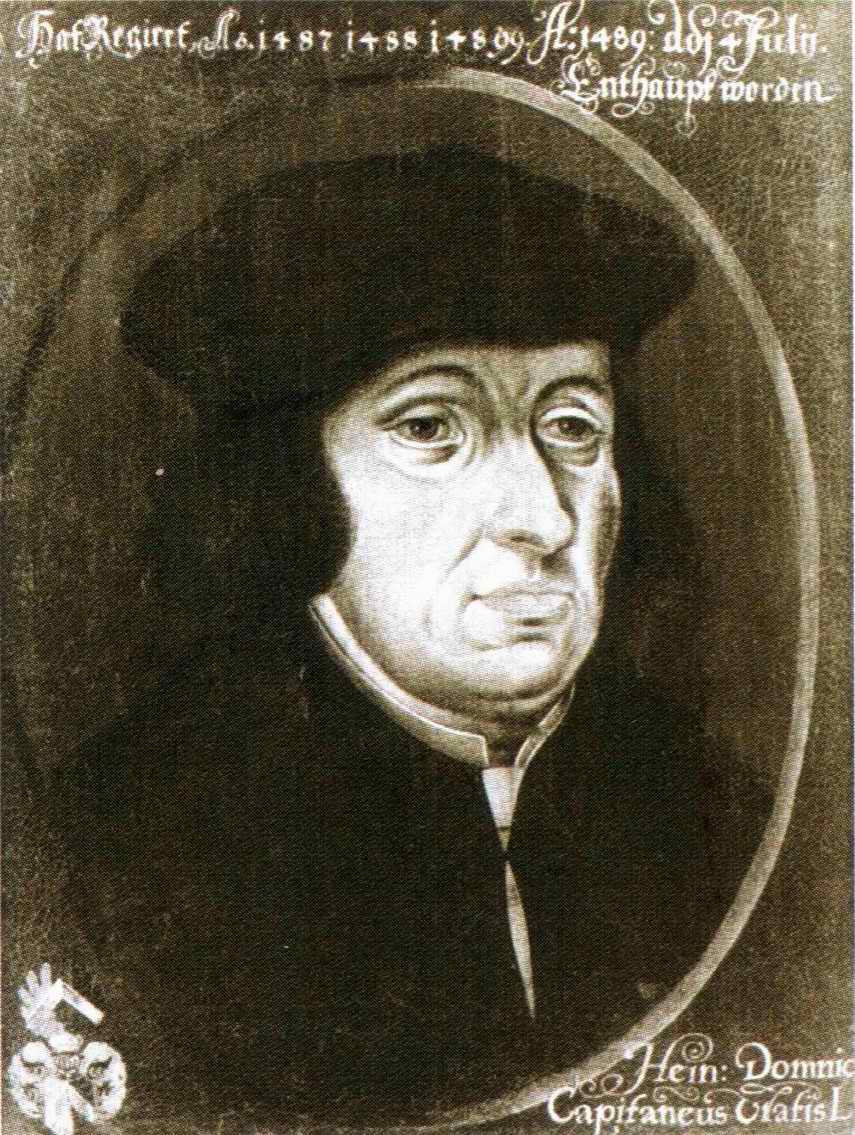
Heinz Dompnig w 1489

Heinz Dompnig, zwany młodszym (ur. ok. 1435, zm. 5 lipca 1490 we Wrocławiu) – rajca wrocławski i ławnik miejski w latach 1465–1474 i 1480–1489, od 1487 senior rady miejskiej i starosta księstwa wrocławskiego.

## Pochodzenie
Pochodził z patrycjuszowskiej rodziny Dompnigów (spotyka się także inne pisownie tego nazwiska: Domning, Dominici) osiadłej we Wrocławiu na początku XIV wieku. Dompnigowie zajmowali się kuśnierstwem, potem głównie kupiectwem oraz działalnością finansową. 
Heinz starszy (zm. 1454) był także rajcą i ławnikiem, a przez 4 lata pełnił najwyższy urząd w mieście - seniora rady miejskiej i jednocześnie starosty księstwa wrocławskiego. Miasto miało bowiem tak silną pozycję, że wybierany przez radę jej senior był automatycznie starostą królewskim.

## Tło polityczne
Kiedy papież zdetronizował króla Jerzego z Podiebradów i go wyklął, Wrocław opowiedział się za Maciejem Korwinem i pociągnął za sobą cały Śląsk, ponieważ król rezydujący w dalekiej Budzie wydawał się wygodniejszym panem, rysowały się także perspektywy pozyskania nowych rynków handlu oraz przywilejów. Jerzy opierał się na Czechach, natomiast mający aspiracje ogólnoeuropejskie Korwin znany był z otwartości, a nawet z łaskawości dla Niemców, stanowiących w mieście większość mieszczan. Niestety, król prowadzący ciągle wojny potrzebował pieniędzy. Sprawnie ściągał dotychczasowe, ale wprowadził też nowe podatki. Zarzucił Śląsk gorszą monetą, przeprowadził rewizję własności gruntów. 

## Urząd starosty
Król tak zreformował obowiązujący od wieków ustrój władz miejskich, że uzyskał wpływ na obsadę członków rady miejskiej i samodzielnie dokonywał wyboru jej seniora, czyli również starosty księstwa wrocławskiego. Heinz (Heinrich) Dompnig został nominowany przez Korwina 8 marca 1487 na urząd starosty księstwa wrocławskiego. Rządy Dompniga oraz namiestnika królewskiego na Śląsku, Georga von Steina, wywołały nienawiść mieszkańców. Nie tylko wykonywali rozkazy, ale kierowała nimi nadgorliwość i chęć dodatkowych korzyści materialnych. Ukazały się dekrety ograniczające zbytek: zakazano m.in.  kobietom noszenia na co dzień naszyjników ze złota, srebra i pereł oraz kapeluszy ozdobionych skórami soboli lub kun. Na przyjęciu weselnym mogło podawać maksymalnie 12 usługujących i grać 4 muzyków. Ograniczenia te w połączeniu z bezwzględnym uciskiem fiskalnym wzbudziły w mieście nienawiść do starosty.

## Upadek

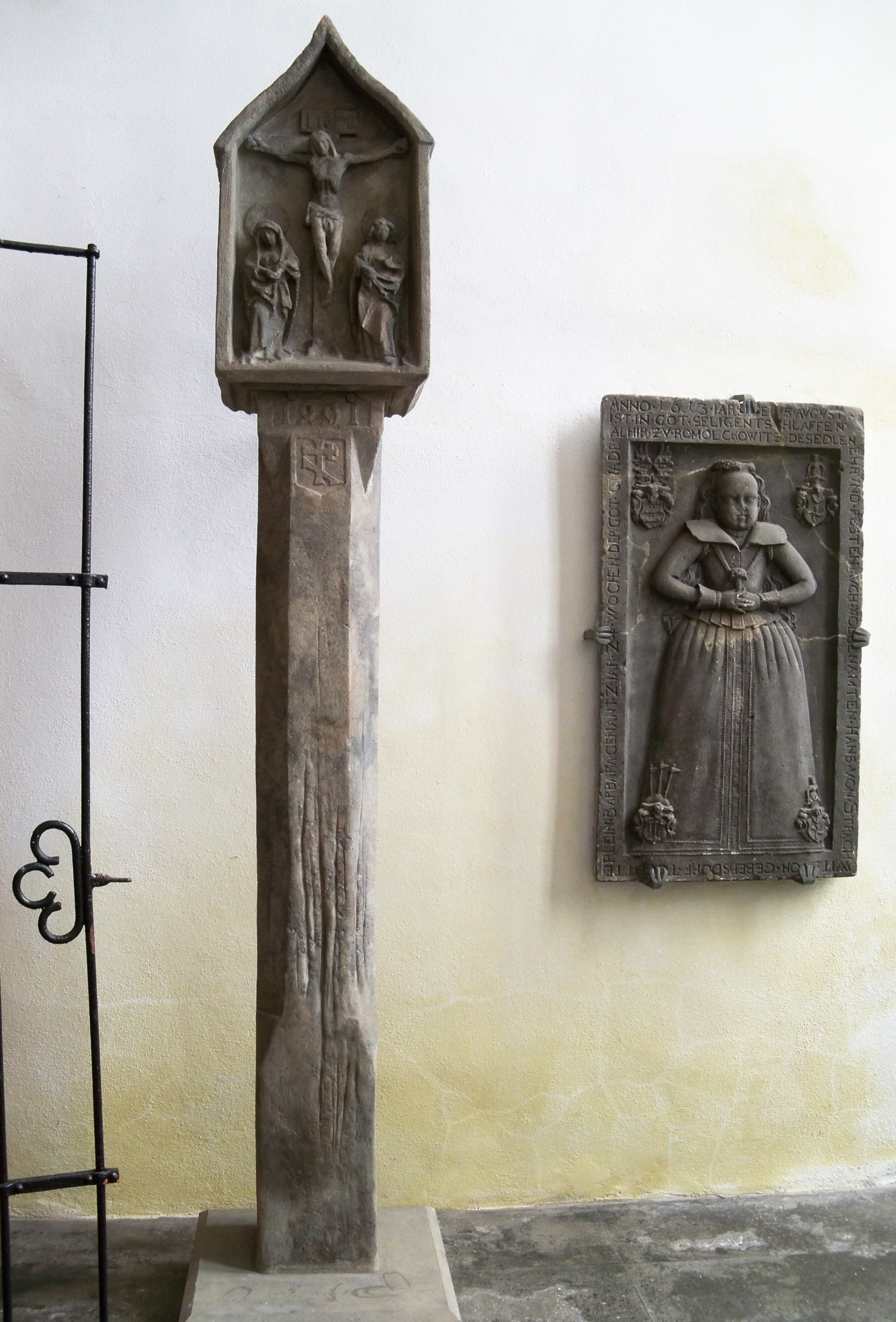
Kolumna Heinza Dompniga w kościele św. Magdaleny

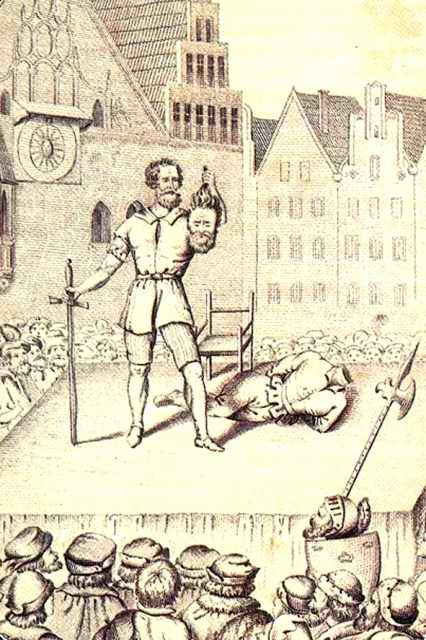
Ścięcie Dompniga (miedzioryt z poł. XIX w.)

Po śmierci Macieja Korwina Heinz Dompnig nie zniknął z Wrocławia jak Georg von Stein, licząc na wpływy rodzinne.  19 kwietnia 1490 został pozbawiony stanowiska, albo ustąpił na własną prośbę. Jednak patrycjat, z którego sam się wywodził, nie puścił mu płazem wojny, którą ten z nim rozpoczął. Gdy byłego starostę przyłapano na wynoszeniu obciążających go dokumentów, został oskarżony o sprzyjanie Węgrom i liczne nadużycia władzy, a nawet o sodomię. Poddany torturom, w wyniku procesu skazany został na śmierć przez ścięcie. Wyrok wykonano 5 lipca 1490 na wrocławskim Rynku. Egzekucji przyglądało się około 2000 osób, a dzwony kościelne biły tak głośno, że zapewnienia Dompniga o niewinności i śpiewane pieśni maryjne były niemal niesłyszalne. Wykonanie wyroku stanowiło wstrząs dla współczesnych i stało się znakiem triumfu sądownictwa miejskiego nad autokracją starosty.

## Kapliczka Dompniga
W rok po śmierci starosty wystawiono kapliczkę słupową z piaskowca,   uważaną dziś za najstarszy zabytek mieszczańskiej rzeźby pomnikowej we Wrocławiu.
Wcześniej stała ona przed plebanią kościoła pw. św. Marii Magdaleny u zbiegu ulic św. Marii Magdaleny i Łaciarskiej, a w 1970 przeniesiono ją do wnętrza kościoła. Słup o przekroju ośmiobocznym wieńczy kapliczka zwieńczona dwuspadowym daszkiem. Na czterech jej ścianach znajdują się płaskorzeźby: Ukrzyżowanie (z przodu), św. Barbara (z lewej), św. Katarzyna (z prawej) i Zmartwychwstawanie (z tyłu).